# 申特縣
申特縣（英語：Centre County，又譯中央县）是美国宾夕法尼亚州中部的一個縣，属于州学院都市地区，面積2,880平方公里。根據2020年美國人口普查，共有人口158,172人。縣治贝尔丰特。
申特縣成立於1800年2月13日，縣名源于本縣的地理位置為全州的中央。

## 历史
1764 年，詹姆斯·波特首次记录了未来中央县的土地。波特到达尼塔尼山顶后，“……看到他脚下的草原和高贵的森林，他向他的随从大声喊道：‘天哪，汤普森，我发现了一个帝国！'”美国独立战争后，中央县于1800年2月13日从亨廷登县、莱科明县、米夫林县和诺森伯兰县的部分地区成立；它以其在该州的中心位置而得名。

## 政治
多年来申特縣和宾夕法尼亚州大多数农村地区一样一直是共和党的堡垒，但是在最近几年来这里的情况有所变化。2000年乔治·布什以52%对43%战胜阿尔·戈尔，2004年的布什的优势要小得多，当时布什（51%）对凯利（47%）的优势仅为4%。在2008年的大选中巴拉克·奥巴马在申特縣赢得55%，而他的对手仅获得44%。该县政治和政党支持率的变化很大程度上是因为农村人口流失和宾夕法尼亚州立大学的影响（大学中民主党的势力更为强大）

## 地理
根据美国人口调查局的数据申特縣总面积为2880平方公里，其中2868平方公里为陆地面积，11平方公里为水域面积，占总面积的0.39%。

### 周边县
- 克林頓縣（北）
- 尤宁县（东）
- 密夫林縣（东南）
- 亨丁頓縣（南）
- 布萊爾縣（南）
- 克利爾菲縣（西）
- 坎布里亞縣（西南）

## 人口
| 调查年 | 人口    | 备注 | %±    |
| ------ | ------- | ---- | ----- |
| 1810   | 10,681  |      | —     |
| 1820   | 13,796  |      | 29.2% |
| 1830   | 18,879  |      | 36.8% |
| 1840   | 20,492  |      | 8.5%  |
| 1850   | 23,355  |      | 14.0% |
| 1860   | 27,000  |      | 15.6% |
| 1870   | 34,418  |      | 27.5% |
| 1880   | 37,922  |      | 10.2% |
| 1890   | 43,269  |      | 14.1% |
| 1900   | 42,894  |      | −0.9% |
| 1910   | 43,424  |      | 1.2%  |
| 1920   | 44,304  |      | 2.0%  |
| 1930   | 46,294  |      | 4.5%  |
| 1940   | 52,608  |      | 13.6% |
| 1950   | 65,922  |      | 25.3% |
| 1960   | 78,580  |      | 19.2% |
| 1970   | 99,267  |      | 26.3% |
| 1980   | 112,760 |      | 13.6% |
| 1990   | 123,786 |      | 9.8%  |
| 2000   | 135,760 |      | 9.7%  |
| 2010   | 153,990 |      | 13.4% |
| 2020   | 158,172 |      | 2.7%  |
| [ 3 ]  |         |      |       |

根据2000年的人口普查申特縣有135,758名居民，分49,323个户，28,508个家庭。县内的人口密度为每平方公里47人。其中白人占91.4%、非裔美国人占2.61%、美洲土著人占0.14%、亚裔美国人占3.96%、太平洋岛民占0.07%、其他人种占0.74%、多种族混血人口占1.05%。任何种族的西班牙裔或拉美裔的人占1.65%。26.1%的人是德国后裔、9.8%的人是爱尔兰后裔、9.3%是早期移居美国人的后裔、8.7%是意大利后裔、8.0%是英国后裔。91.9%的人的第一语言是英语、1.8%的人是西班牙语、1.1%的人是汉语。
县内的49,323个户中有25.5%有18岁以下的未成年人、48.9%是结婚夫妇、6.1%是带孩子的单身妇女、42.2%不是家庭、26.6%是单身汉、7.6%有65岁以上的老年人。平均每户2.45人，每个家庭2.95人。
县内的人口结构为18.0%在18岁以下、26.8%在18至24岁之间、26.4%在25至44岁之间、18.4%在45至64岁之间、10.4%在65岁以上。平均年龄为29岁。女子对男子的性别比为100：104.3。成年人的性别比为100：104.4。

### 2020年人口普查
| 种族                       | 人口数  | 占比  |
| -------------------------- | ------- | ----- |
| 白人 (非拉丁裔)            | 129,668 | 82%   |
| 非裔美国人 (非拉丁裔)      | 5,306   | 3.35% |
| 美洲原住民 (非拉丁裔)      | 120     | 0.08% |
| 亚裔美国人 (非拉丁裔)      | 11,373  | 7.2%  |
| 太平洋岛民 (非拉丁裔)      | 39      | 0.02% |
| 混血/多种族身份 (非拉丁裔) | 6,015   | 3.8%  |
| 拉丁裔美国人               | 5,651   | 3.6%  |

## 教育
中央县的教育产业规模巨大，著名的宾夕法尼亚州立大学就位于此县内的州学院市内。

### 学院和大学
- 宾夕法尼亚州立大学

### 社区、初级和技术学院
- 南山商业与技术学院
- 宾夕法尼亚州中部科技学院

### 公立学区
宾夕法尼亚州中央县公立学区地图
- 白头鹰区学区
- 贝尔方特地区学区
- 梯形中心学区（也在克林顿县）
- 宾夕法尼亚谷地区学区
- 菲利普斯堡-奥西奥拉地区学区（也在克利尔菲尔德县）
- 州立大学区学区
- 泰隆地区学区（也在布莱尔县和亨廷顿县）

### 公立特许学校
- 宾州中央特许学校的青年学者
- 中央学习社区特许学校
- 尼塔尼谷特许学校
- 宾夕法尼亚州有13所公共网络特许学校在全州范围内免费提供给K-12的儿童。请参阅：宾夕法尼亚州的教育。

### 私立学校
- Bower Hollow 教区学校 - 伍德沃德
- 中心县基督教学院- 贝尔方特
- 麋鹿溪学校 - 雷伯斯堡
- 信仰基督教学院 - 菲利普斯堡
- 恩典准备 - 州立大学
- 山边学校 - 雷伯斯堡
- Hubler Ridge 学校 - Bellefonte
- 克莱默 Gap 学校 - Spring Mills
- 小尼塔尼阿米什教区学校 - 霍华德
- 山景学校 - 雷伯斯堡
- 尼塔尼基督教学校 - 州立学院
- 胜利圣母学校 - 州立学院
- 桃巷阿米什学校 - 麦迪逊堡
- Penns Valley Amish Paroch School - 伍德沃德
- 罗克维尔学校 - 雷伯斯堡
- Spring Bank 学校 - 雷伯斯堡
- 圣约翰福音传道者学校 - Bellefonte
- 圣约瑟夫学院 - 博尔斯堡
- 州立学院朋友学校 - 州立学院
- Sunny Meadow Parochial School - 霍华德
- 日落景观学校 - 霍华德
- 日落景观学校 - 雷伯斯堡
- 风杨树学校 - 中心大厅
- 伍德赛德阿米什学校 - Spring Mills

### 图书馆
- 中央县图书馆
  - 中心县图书馆和历史博物馆 - 贝尔方特
  - 中心厅区分馆 - 中心厅
  - 霍尔特纪念图书馆 - 菲利普斯堡
  - 中心县书车
- 美国集邮研究图书馆
- 施洛中心地区图书馆

#### 宾夕法尼亚州立大学图书馆
- 帕蒂图书馆
- 帕特诺图书馆
- 建筑和景观建筑图书馆
- 地球和矿物科学图书馆
- 工程图书馆
- 物理和数学科学图书馆

1. ↑   (Searchable database). Pennsylvania Historical and Museum Commission. Commonwealth of Pennsylvania.   [January 25, 2014]. （原始内容存档于2016-03-21）.
2. ↑  .   [18 June 2012]. （原始内容存档于2020-10-25）.
3. ↑  .   [2022-05-01]. （原始内容存档于2020-09-23）.
4. ↑  .   [2023-02-28]. （原始内容存档于2022-09-25）.